# Thành phố Québec
46°48′B 71°23′T / 46,8°B 71,383°T
|                                                                              |                                                                           |
| Lá cờ của thành phố                                                          | Biểu trưng của thành phố                                                  |
| Khẩu hiệu: Don de Dieu feray valoir (Tận dụng hiệu quả gia tài của Đức Chúa) |                                                                           |
| Vị trí của thành phố Québec                                                  |                                                                           |
| Biểu trưng                                                                   |                                                                           |
| Vai trò                                                                      | Thủ đô của Québec (Capitale-Nationale)                                    |
| Tỉnh bang                                                                    | Québec                                                                    |
| Quốc gia                                                                     | Canada                                                                    |
| Website                                                                      | Website của thành phố Lưu trữ ngày 6 tháng 4 năm 2006 tại Wayback Machine |
| Thị trưởng                                                                   | Régis Labeaume                                                            |
| Nhiệm kì                                                                     | 2007 - nay                                                                |
| Diện tích                                                                    | 427 km²                                                                   |
| Thống kê dân số theo số liệu năm 2016                                        |                                                                           |
| Thành phố Québec                                                             | 705 103 người                                                             |
| Tổng số dân cư toàn khu vực                                                  | 717 600 người                                                             |
| Vùng Québec                                                                  | 817 408 người                                                             |
| Mật độ dân cư                                                                | 1649 người/km²                                                            |
| Xếp hạng dân số                                                              |                                                                           |
| Tỉnh bang Québec                                                             | Xếp thứ 2                                                                 |
| Toàn Canada                                                                  | Xếp thứ 7                                                                 |
| Trên thế giới                                                                | Xếp thứ 503 trên tổng số 2000                                             |
| Tọa độ địa lý và thời gian                                                   |                                                                           |
| Múi giờ                                                                      | Múi giờ quốc tế-5                                                         |
| Vĩ tuyến                                                                     | 46°48' Bắc                                                                |
| Kinh tuyến                                                                   | 71°23' Đông                                                               |
| Mã vùng điện thoại                                                           | +1 418                                                                    |

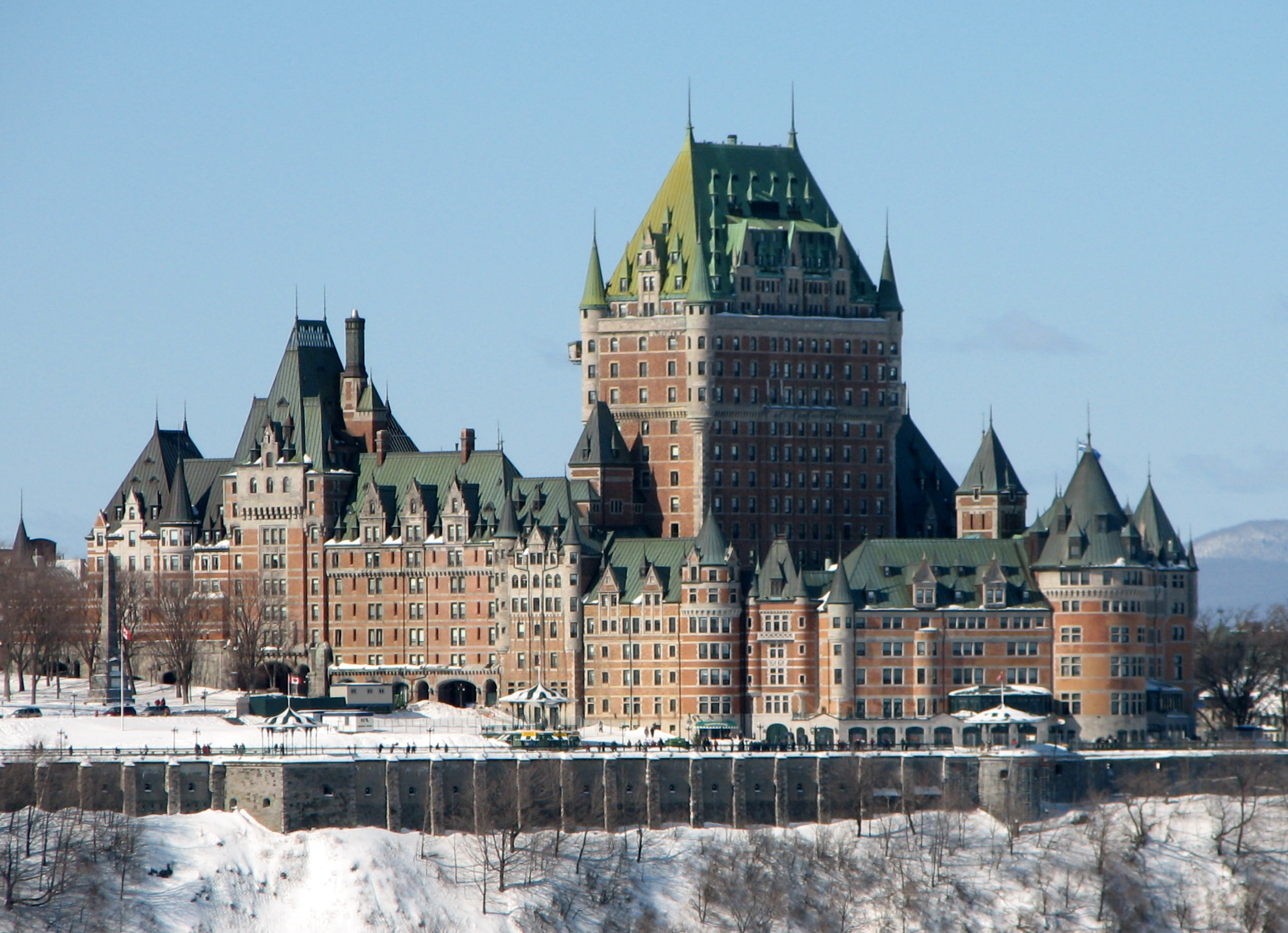
Lâu đài Fontenac

Thành phố Québec (Ville de Québec) là trung tâm chính trị của tỉnh bang Québec, Canada. Đây là nơi đặt Quốc hội Québec (Parlement du Québec) và cũng là một trong số các thành phố lớn của miền Đông Canada. Ngôn ngữ mẹ đẻ của người dân thành phố là tiếng Pháp. Trong tiếng Pháp, người ta có cách nói khác nhau để phân biệt giữa Thành phố Québec (à Québec và de Québec) và tỉnh bang Québec (au Québec và du Québec). Thành phố Québec nằm ở trung tâm hành chính của vùng thủ đô của Québec (Capitale-Nationale de Québec). Thành phố Québec hiện nay vẫn còn được bảo tồn nguyên vẹn, bao bọc khu trung tâm cổ của thành phố. Đây là thành phố duy nhất ở Bắc Mỹ có thành bảo vệ. Ngoài ra, Thành phố Québec được UNESCO công nhận là Di sản văn hóa thế giới năm 1985. Thành phố sẽ kỉ niệm 400 năm ngày thành lập và ngày 3 tháng 7 năm 2008. Đây cũng là thành phố cổ nhất thuộc Cộng đồng Pháp ngữ ở Bắc Mỹ. Vì vậy Québec còn được gọi là Cố đô (La Vieille Capitale).
Một phần của thành phố nằm ở phần mũi Diamant, một mỏm đá lớn đâm ra phía sông Saint-Laurent mà hình dạng của phần đất này thích hợp cho mục đích phòng thủ. Dân cư của thành phố có khoảng chừng 586 500 người và toàn bộ khu vực vào khoảng 717 600 dân cư (người Québécois). Tên gọi của Thành phố Québec xuất phát từ chữ Kébec, theo thổ ngữ của người dân bản xứ Algonquin có nghĩa "nơi dòng sông khép miệng" diễn tả phần hẹp nhất của sông Saint-Laurent chảy qua Thành phố Québec và thành phố Lévis nằm bên kia sông. Khẩu hiệu của thành phố là Don de Dieu feray valoir (Tận dụng hiệu quả gia tài của Đức Chúa).
Québec là thành phố nổi tiếng như lễ hội Carnaval mùa đông (Carnaval d'hiver), lễ hội Tân Pháp (Fête de la Nouvelle-France) và lâu đài Frontenac (Château Frontenac) (được đặt theo tên của toàn quyền người Pháp Louis de Buade de Frontenac) cạnh bờ sông Saint-Laurent và cạnh khu phố cổ Petit Champlain. Tòa Quốc hội Québec, Bảo tàng Nghệ thuật Québec và Bảo tàng văn minh cũng là những công trình nổi tiếng nằm quanh khu phố cổ (Vieux Québec) trong trung tâm thành phố (centre ville). Nằm ở ngoại vi thành phố, thác Montmorency và nhà thờ Sainte-Anne-de-Beaupré (Basilique Sainte-Anne-de-Beaupré) cũng là những địa điểm du lịch hấp dẫn của Québec.

## Giao thông

### Giao thông đường bộ
Québec kết nối với thành phố Lévis và vùng ngoại ô dọc theo sông Saint-Laurent bằng hai cây cầu: Québec và Pierre Laporte, và một con phà. Cầu Orleans Island kết nối Québec với đảo Orleans.

### Giao thông công cộng
Réseau de transport de la Capitale (RTC) chịu trách nhiệm về giao thông công cộng ở vùng thủ đô. RTC đang đánh giá việc tái xây dựng hệ thống tàu điện mặt đất (tramway) nhầm giảm tải lưu thông và thu hút người dùng.
Giao thông đường sắt được vận hành bởi VIA Rail tại Gare du Palais. Nhà ga này là trạm cuối ở phía đông của tuyến xe lửa dọc theo Hành Lang Québec-Windsor. Một bến xe bus nội ô liên kết với hệ thống xe bus đường dài của tính bang nằm kế bên nhà ga; bến xe bus này cung cấp dịch vụ của Greyhound Canada và Orleans Express.

## Khí hậu
| Dữ liệu khí hậu của Thành phố Québec (1981−2010) | Dữ liệu khí hậu của Thành phố Québec (1981−2010) | Dữ liệu khí hậu của Thành phố Québec (1981−2010) | Dữ liệu khí hậu của Thành phố Québec (1981−2010) | Dữ liệu khí hậu của Thành phố Québec (1981−2010) | Dữ liệu khí hậu của Thành phố Québec (1981−2010) | Dữ liệu khí hậu của Thành phố Québec (1981−2010) | Dữ liệu khí hậu của Thành phố Québec (1981−2010) | Dữ liệu khí hậu của Thành phố Québec (1981−2010) | Dữ liệu khí hậu của Thành phố Québec (1981−2010) | Dữ liệu khí hậu của Thành phố Québec (1981−2010) | Dữ liệu khí hậu của Thành phố Québec (1981−2010) | Dữ liệu khí hậu của Thành phố Québec (1981−2010) | Dữ liệu khí hậu của Thành phố Québec (1981−2010) |
| Tháng                                            | 1                                                | 2                                                | 3                                                | 4                                                | 5                                                | 6                                                | 7                                                | 8                                                | 9                                                | 10                                               | 11                                               | 12                                               | Năm                                              |
| ------------------------------------------------ | ------------------------------------------------ | ------------------------------------------------ | ------------------------------------------------ | ------------------------------------------------ | ------------------------------------------------ | ------------------------------------------------ | ------------------------------------------------ | ------------------------------------------------ | ------------------------------------------------ | ------------------------------------------------ | ------------------------------------------------ | ------------------------------------------------ | ------------------------------------------------ |
| Chỉ số nóng bức cao kỷ lục                       | 10.6                                             | 11.7                                             | 17.8                                             | 32.9                                             | 40.3                                             | 44.1                                             | 49.2                                             | 49.3                                             | 40.1                                             | 30.9                                             | 24.9                                             | 14.6                                             | 49.3                                             |
| Cao kỉ lục °C (°F)                               | 10.0 (50.0)                                      | 11.7 (53.1)                                      | 17.8 (64.0)                                      | 29.9 (85.8)                                      | 33.0 (91.4)                                      | 33.9 (93.0)                                      | 35.6 (96.1)                                      | 34.4 (93.9)                                      | 33.9 (93.0)                                      | 28.3 (82.9)                                      | 20.0 (68.0)                                      | 13.9 (57.0)                                      | 35.6 (96.1)                                      |
| Trung bình ngày tối đa °C (°F)                   | −7.9 (17.8)                                      | −5.6 (21.9)                                      | 0.2 (32.4)                                       | 8.3 (46.9)                                       | 17.0 (62.6)                                      | 22.3 (72.1)                                      | 25.0 (77.0)                                      | 23.6 (74.5)                                      | 17.9 (64.2)                                      | 11.1 (52.0)                                      | 2.9 (37.2)                                       | −4.2 (24.4)                                      | 9.2 (48.6)                                       |
| Trung bình ngày °C (°F)                          | −12.8 (9.0)                                      | −10.6 (12.9)                                     | −4.6 (23.7)                                      | 3.7 (38.7)                                       | 11.2 (52.2)                                      | 16.4 (61.5)                                      | 19.3 (66.7)                                      | 18.1 (64.6)                                      | 12.7 (54.9)                                      | 6.6 (43.9)                                       | −0.7 (30.7)                                      | −8.6 (16.5)                                      | 4.2 (39.6)                                       |
| Tối thiểu trung bình ngày °C (°F)                | −17.7 (0.1)                                      | −15.6 (3.9)                                      | −9.4 (15.1)                                      | −1.0 (30.2)                                      | 5.4 (41.7)                                       | 10.5 (50.9)                                      | 13.5 (56.3)                                      | 12.5 (54.5)                                      | 7.5 (45.5)                                       | 2.0 (35.6)                                       | −4.2 (24.4)                                      | −12.8 (9.0)                                      | −0.8 (30.6)                                      |
| Thấp kỉ lục °C (°F)                              | −35.4 (−31.7)                                    | −36.1 (−33.0)                                    | −30.0 (−22.0)                                    | −18.9 (−2.0)                                     | −7.8 (18.0)                                      | −0.6 (30.9)                                      | 3.9 (39.0)                                       | 2.2 (36.0)                                       | −4.8 (23.4)                                      | −10.0 (14.0)                                     | −24.0 (−11.2)                                    | −32.3 (−26.1)                                    | −36.1 (−33.0)                                    |
| Chỉ số phong hàn thấp kỷ lục                     | −51.1                                            | −52.4                                            | −41.0                                            | −29.0                                            | −13.6                                            | 0.0                                              | 0.0                                              | 0.0                                              | −7.8                                             | −17.3                                            | −30.8                                            | −48.4                                            | −52.4                                            |
| Lượng Giáng thủy trung bình mm (inches)          | 86.6 (3.41)                                      | 74.5 (2.93)                                      | 76.1 (3.00)                                      | 83.5 (3.29)                                      | 115.9 (4.56)                                     | 111.4 (4.39)                                     | 121.4 (4.78)                                     | 104.2 (4.10)                                     | 115.5 (4.55)                                     | 98.3 (3.87)                                      | 102.5 (4.04)                                     | 99.9 (3.93)                                      | 1.189,7 (46.84)                                  |
| Lượng mưa trung bình mm (inches)                 | 22.7 (0.89)                                      | 15.2 (0.60)                                      | 30.2 (1.19)                                      | 67.5 (2.66)                                      | 115.9 (4.56)                                     | 111.4 (4.39)                                     | 121.4 (4.78)                                     | 104.2 (4.10)                                     | 115.5 (4.55)                                     | 94.6 (3.72)                                      | 69.1 (2.72)                                      | 31.7 (1.25)                                      | 899.3 (35.41)                                    |
| Lượng tuyết rơi trung bình cm (inches)           | 71.9 (28.3)                                      | 63.6 (25.0)                                      | 46.4 (18.3)                                      | 13.2 (5.2)                                       | 0.0 (0.0)                                        | 0.0 (0.0)                                        | 0.0 (0.0)                                        | 0.0 (0.0)                                        | 0.0 (0.0)                                        | 3.2 (1.3)                                        | 32.7 (12.9)                                      | 72.4 (28.5)                                      | 303.4 (119.4)                                    |
| Số ngày giáng thủy trung bình (≥ 0.2 mm)         | 17.1                                             | 14.3                                             | 13.4                                             | 12.1                                             | 15.4                                             | 13.4                                             | 13.5                                             | 13.4                                             | 13.4                                             | 14.4                                             | 16.0                                             | 18.5                                             | 174.9                                            |
| Số ngày mưa trung bình (≥ 0.2 mm)                | 3.0                                              | 2.4                                              | 4.7                                              | 10.4                                             | 15.3                                             | 13.4                                             | 13.5                                             | 13.4                                             | 13.4                                             | 14.1                                             | 10.1                                             | 4.5                                              | 118.2                                            |
| Số ngày tuyết rơi trung bình (≥ 0.2 cm)          | 16.3                                             | 13.2                                             | 10.5                                             | 4.3                                              | 0.13                                             | 0.0                                              | 0.0                                              | 0.0                                              | 0.0                                              | 1.0                                              | 8.1                                              | 16.6                                             | 70.1                                             |
| Độ ẩm tương đối trung bình (%)                   | 67.8                                             | 64.6                                             | 60.7                                             | 55.9                                             | 51.6                                             | 56.0                                             | 59.1                                             | 59.1                                             | 61.8                                             | 63.1                                             | 70.4                                             | 73.2                                             | 61.9                                             |
| Số giờ nắng trung bình tháng                     | 98.9                                             | 121.2                                            | 152.0                                            | 170.6                                            | 211.1                                            | 234.7                                            | 252.3                                            | 232.0                                            | 163.0                                            | 122.0                                            | 76.6                                             | 81.9                                             | 1.916,3                                          |
| Phần trăm nắng có thể                            | 35.5                                             | 41.8                                             | 41.3                                             | 41.9                                             | 45.3                                             | 49.6                                             | 52.7                                             | 52.7                                             | 43.1                                             | 36.0                                             | 27.1                                             | 30.7                                             | 41.5                                             |
| Nguồn: Environment Canada                        |                                                  |                                                  |                                                  |                                                  |                                                  |                                                  |                                                  |                                                  |                                                  |                                                  |                                                  |                                                  |                                                  |

## Lịch sử của Thành phố Québec

### Từ Stadaconé tới James Wolfe

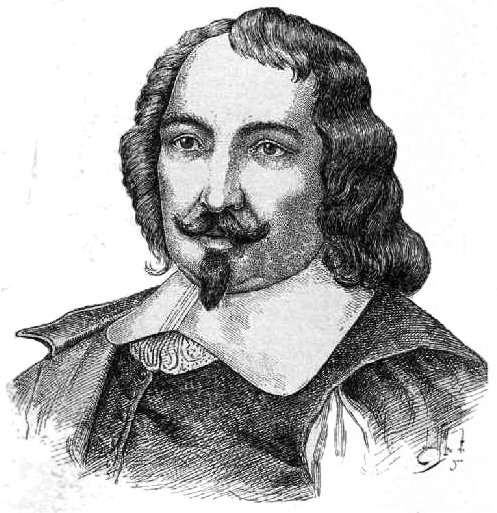
Samuel de Champlain, cha đẻ của Thành phố Québec

Thành phố Québec được Samuel de Champlain chính thức thành lập ngày 3 tháng 7 năm 1608, dưới sự bảo trợ của Pierre Dugua de Mons, tại một địa điểm lân cận một làng người Iroquois mang tên Stadaconé. Đây được xem là nơi khởi thủy của cộng đồng Pháp ngữ ở Bắc Mỹ. Vào giai đoạn đầu của thế kỉ 17, địa điểm hiện nay của Thành phố Québec chỉ được biết đến bởi những người dân du mục Algonquin, đó là địa điểm mà dòng sông Saint-Laurent thu hẹp lại. Vị trí đó thích hợp để thành một cụm dân cư cố định.

## Các thành phố kết nghĩa
- Bordeaux, Aquitaine, Pháp (từ 1962)
- Calgary, Alberta, Canada (từ 1956)
- Cannes, Pháp
- Trường Xuân, Trung Quốc
- Guanajuato, Guanajuato, México (từ 2002)
- Huế, Việt Nam (từ 2005)
- Liège, Bỉ (từ 2002)
- Montevideo, Uruguay (từ 2000)
- Namur, Bỉ (từ 1999)
- Ouagadougou, Burkina Faso (từ 2000)
- Paris, Pháp (từ 2003)
- Sousse, Tunisia (từ 2004)  Lưu trữ ngày 30 tháng 9 năm 2007 tại Wayback Machine
- Sankt-Peterburg, Nga (từ 2002)
- Tây An, Trung Quốc (từ 2001)
- Albany, Hoa Kỳ